# Hope (Kansas)
Hope – miasto położone w hrabstwie Dickinson.